# 직접 연결 저장장치

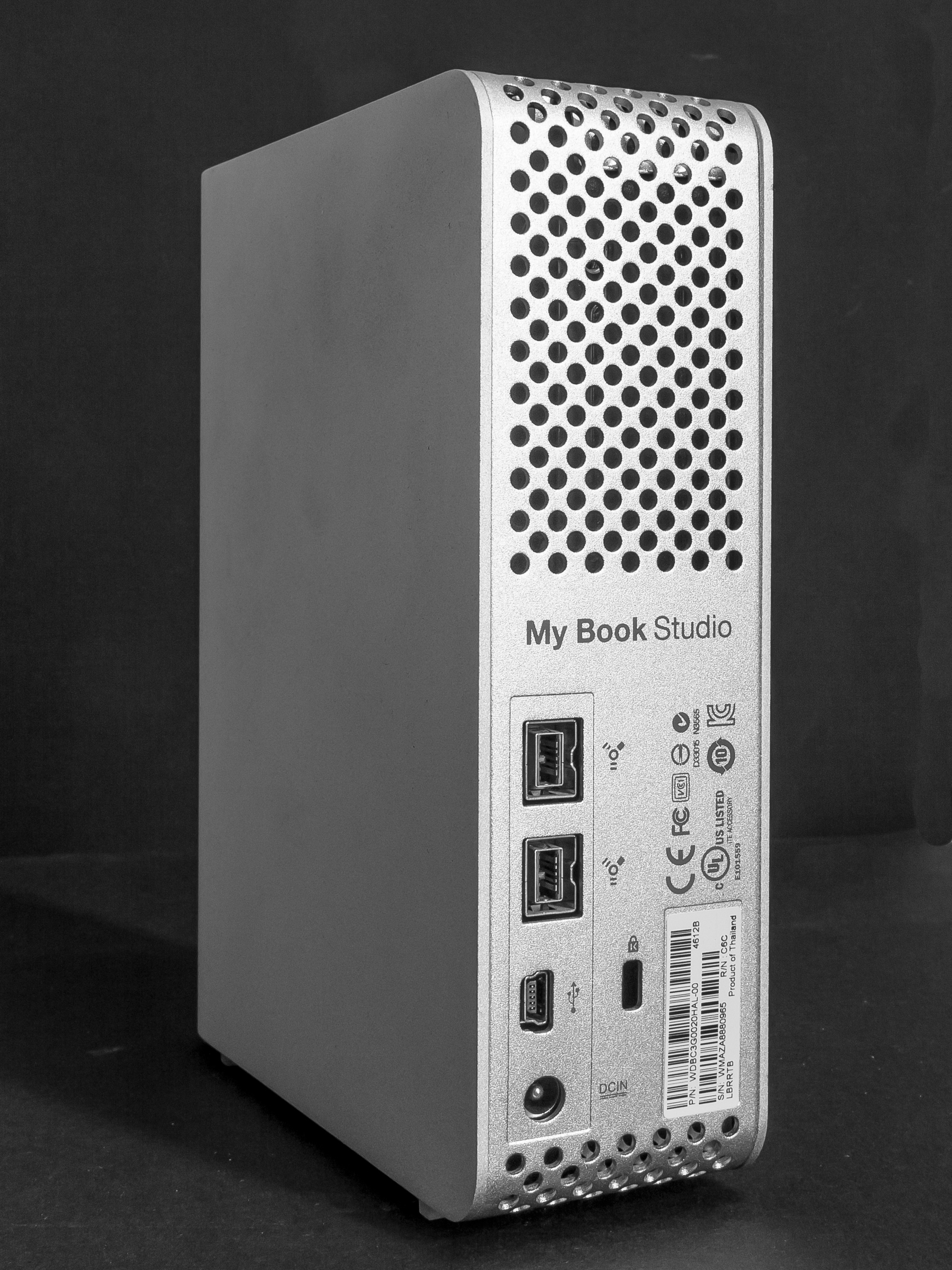

직접 연결 저장장치(Direct-attached storage, DAS)란 서버 또는 컴퓨터에 네트워크를 거치지 않고 직접 연결되는 저장장치를 말하는 것으로, 스토리지 에어리어 네트워크(Storage area network:SAN) 또는 네트워크 결합 스토리지(Network-attached storage:NAS) 와 상반되는 네트워크에 연결되지 않은 저장장치를 나타내기 위해 사용된다.

## 특징
일반적인 DAS 시스템은 하드 디스크와 같은 데이터 저장장치를 호스트 버스 어댑터(host bus adapter:HBA)에 직접 연결하는 방식으로 구성된다. 저장장치와 호스트 기기 사이에는 허브, 스위치, 또는 라우터와 같은 어떠한 네트워크 디바이스도 있어서는 안되며, 이것이 DAS이 가장 중요한 특성이다.
DAS 연결에서 사용되는 프로토콜로는 ATA, SATA, eSATA, SCSI, SAS 그리고 파이버 채널 등이 있다.

## SAN, NAS, DAS의 공통점
최근의 저장장치에서 찾아볼 수 있는 대부분의 기능들은 해당 저장장치가 서버에 직접 연결되어 있는지(DAS), 또는 네트워크를 통해 연결되어 있는지(SAN and NAS)에 전혀 영향을 받지 않도록 구현되어 있다.
만약 DAS에서 직접 동시에 접속할 수 있는 여러 개의 인터페이스(또는 포트)만 지원한다면, DAS 또한 다수의 컴퓨터에서 공유해서 사용할 수도 있으며, 이러한 방식은 컴퓨터 클러스터에서 사용할 수 있다. 사실 대부분의 SAN 또는 NAS 와 같은 저장장치 또한 데이터 네트워크 연결을 끊어버리고, 컴퓨터에 케이블을 통해 직접 연결하는 방식으로 쉽게 DAS 장비로 사용할 수 있다.
좀 더 발전된 DAS 디바이스 들은 여분의 컨트롤러, 여분의 쿨링, 그리고 RAID로 알려져 있는 저장장치 고장 방지 패턴 등과 같은 방법을 통해 SAN 또는 NAS와 마찬 가지의 고장 방지 능력(Fault tolerance)을 갖추기도 한다. 몇몇의 DAS 시스템은 기본적인 DAS 디바이스가 가지고 있지 않은 특별한 기능이 있는데, 이는 서버의 호스트 버스 어댑터에서 처리되는 RAID 프로세싱을 대신하는 임베디드 디스크 컨트롤러를 제공하는 것이다.
또한 DAS는 고속의 데이터 전송과 접근을 유지하면서도 SAN 또는 NAS와 마찬가지로 저장장치의 용량을 확장할 수 있다.

## 단점
DAS는 그 특성상 "완전히 고립된 정보 저장소" 일 수 밖에 없으며, DAS의 이런 단점은 데이터나 여유 리소스를 다른 서버와 독립적으로 공유할 수 없음을 의미한다. NAS와 SAN은 모두 이런 기능(데이터나 여유 리소스를 다른 서버와 공유하는 기능)을 처리하기 위해 만들어졌지만, 반면 높은 초기 비용, 유지 관리 능력, 보안 또는 리소스에 대한 다툼 등의 문제점을 가지고 있다.

## 같이 보기
- RAID
- JBOD
- 스토리지_에어리어_네트워크
- 네트워크 결합 스토리지
- Storage Management Initiative Specification
- Storage Networking Industry Association

## 참조
1. ↑  {{ 보관됨 2009-04-27 - 웨이백 머신
2. ↑  {{ 보관됨 2011-11-07 - 웨이백 머신
3. ↑  “SAN vs. DAS: A Cost Analysis of Storage in the Enterprise”. 《A Cost Analysis of Storage in the Enterprise》. Capitalhead.com. 2008년 11월 3일. 2012년 3월 15일에 원본 문서에서 보존된 문서. 2009년 6월 11일에 확인함.